# Raión de Manevychi
Manévychi (en ucraniano: Маневицький район) fue un raión o distrito de Ucrania en el óblast de Volinia. En la reforma territorial de 2020, la mayor parte de su territorio fue incluido en el raión de Kamin-Kashyrski, mientras que su parte más meridional se integró en el raión de Lutsk.
Comprendía una superficie de 2265 km².
La capital era el asentamiento de tipo urbano de Manévychi.

## Demografía
Según estimación 2010 contaba con una población total de 55379 habitantes.

## Otros datos
El código KOATUU es 723600000. El código postal 44600 y el prefijo telefónico +380 3376.